# Воронов, Валерий Владимирович
Валерий Владимирович Воронов (род. 23 сентября 1958, Любань, Тосненский район, Ленинградская область, РСФСР, СССР) — российский серийный убийца и насильник, орудовавший в 2000—2007 годах в городе Любани.

## Биография

### Жизнь до убийств
Валерий Воронов родился 23 сентября 1958 года в Любани (Ленинградская область). Рос в социально неблагополучной обстановке. Из-за напряжëнных отношений с отцом жил с бабушкой и дедушкой. Окончив школу, поступил в ПТУ, где получил образование электрика. Вскоре был призван в ряды советской армии. Срочную службу проходил в воинской части, расположенной на Камчатском полуострове. После демобилизации остался на Дальнем востоке, женился и четыре года проработал в правоохранительных органах. В начале 1980-х годов вместе с женой вернулся в Любань.
Воронов несколько раз ездил на заработки в другой регион и после очередной поездки узнал, что его жена забеременела от соседа. За ссорой последовал бракоразводный процесс, и в дальнейшем Воронову приходилось выплачивать алименты за чужого ребëнка. В это время у Воронова появилась ненависть к женскому полу, а также признаки психического расстройства. Несмотря на это, Воронов женился во второй раз, в браке родилось двое детей. В середине 2000-х годов из-за проблем зо здоровьем Воронов уволился с работы и начал заниматься в основном домашним хозяйством.

### Нападения и убийства
В период с 2000 по 2007 год Вороновым было совершено 15 нападений на женщин, три из которых окончились убийствами. Ещё две жертвы были сильно избиты, семеро подвергнуты сексуальному насилию, в отношении двух совершены попытки изнасилования. Все преступления произошли в непосредственной близости от дворца культуры, который был известен криминогенной обстановкой. Жертвами становились девушки, возвращавшиеся домой с дискотеки. Зачастую Воронов поджидал жертв за уличным туалетом – это место было плохо освещено и окружено густой растительностью. В качестве орудия преступлений Воронов использовал металлический прут, которым он оглушал жертв перед тем как изнасиловать.
Первое нападение Воронов совершил 6 августа 2000 года. Его жертвой стала 42-летняя женщина, которую он подкараулил у уличного туалета и нанёс удары арматурой по голове. Ей удалось выжить. В последующие несколько лет он совершил ещё ряд несмертельных нападений.
Первое убийство произошло 1 апреля 2005 года. На стадионе неподалёку от дворца культуры Воронов избил прутом двух молодых девушек. Одна из них скончалась на месте, вторая выжила, и убийца ошибочно принял её за мëртвую. 
Спустя ровно год, 1 апреля 2006 года, Воронов совершил второе убийство. В окрестностях дворца культуры он напал на одинокую девушку и в ходе нападения нанёс ей смертельный удар стеклянной бутылкой по голове. 
Последнее преступление Воронов совершил 12 августа 2007 года. Возле дворца культуры он нанёс удары трубой в лицо и голову молодой девушке, которая в тот вечер отдыхала в компании друзей. Её, истекающую кровью, быстро нашли подруги, однако от полученных ранений жертва скончалась в больнице.

### Арест, следствие и суд
Валерий Воронов был арестован 7 июня 2009 года после того, как выжившие жертвы узнали в нëм маньяка. Он сразу же начал давать признательные показания. Судебно-психиатрическая экспертиза признала Воронова невменяемым, и в августе 2012 года Ленинградским областным судом он был направлен на принудительное лечение в специализированную психиатрическую лечебницу с интенсивным наблюдением.

## В массовой культуре
- Документальный фильм «Ночная тварь» из цикла «Следственный комитет» (2013)[10]
- Документальный фильм «Смертельная дискотека» из цикла «Закон есть закон» (2018)[11]